# Theophilus Solomon
Theophilus Solomon (Kaduna, Nigeria, 18 de enero de 1996) es un futbolista nigeriano. Juega de delantero y su equipo actual es el FK Partizani Tirana de la Superliga de Albania.

## Clubes
A último partido jugado el 21 de enero de 2021
| Club                          | País    | Año               | PJ | Goles |
| ----------------------------- | ------- | ----------------- | -- | ----- |
| HNK Rijeka (cantera)          | Croacia | 2013 - 2015       | 3  | 1     |
| NK Pomorac 1921 (cedido)      | Croacia | 2014              | 9  | 0     |
| NK Zadar (cedido)             | Croacia | 2014 - 2015       | 13 | 1     |
| HNK Rijeka                    | Croacia | 2015 - 2018       |    |       |
| HNK Šibenik (cedido)          | Croacia | 2015 - 2016       | 31 | 11    |
| NK Istra 1961 (cedido)        | Croacia | 2016 - 2017       | 31 | 7     |
| Partizán de Belgrado (cedido) | Serbia  | 2017              | 10 | 0     |
| Omonia Nicosia (cedido)       | Chipre  | 2018              | 7  | 1     |
| NK Inter Zaprešić             | Croacia | 2018              | 7  | 1     |
| Újpest FC                     | Hungría | 2019              | 10 | 0     |
| FK Partizani Tirana           | Albania | 2019 - Actualidad | 47 | 12    |